# 31469 Aizawa
31469 Aizawa è un asteroide della fascia principale. Scoperto nel 1999, presenta un'orbita caratterizzata da un semiasse maggiore pari a 2,3437109 UA e da un'eccentricità di 0,1560106, inclinata di 5,37075° rispetto all'eclittica.